# Envero

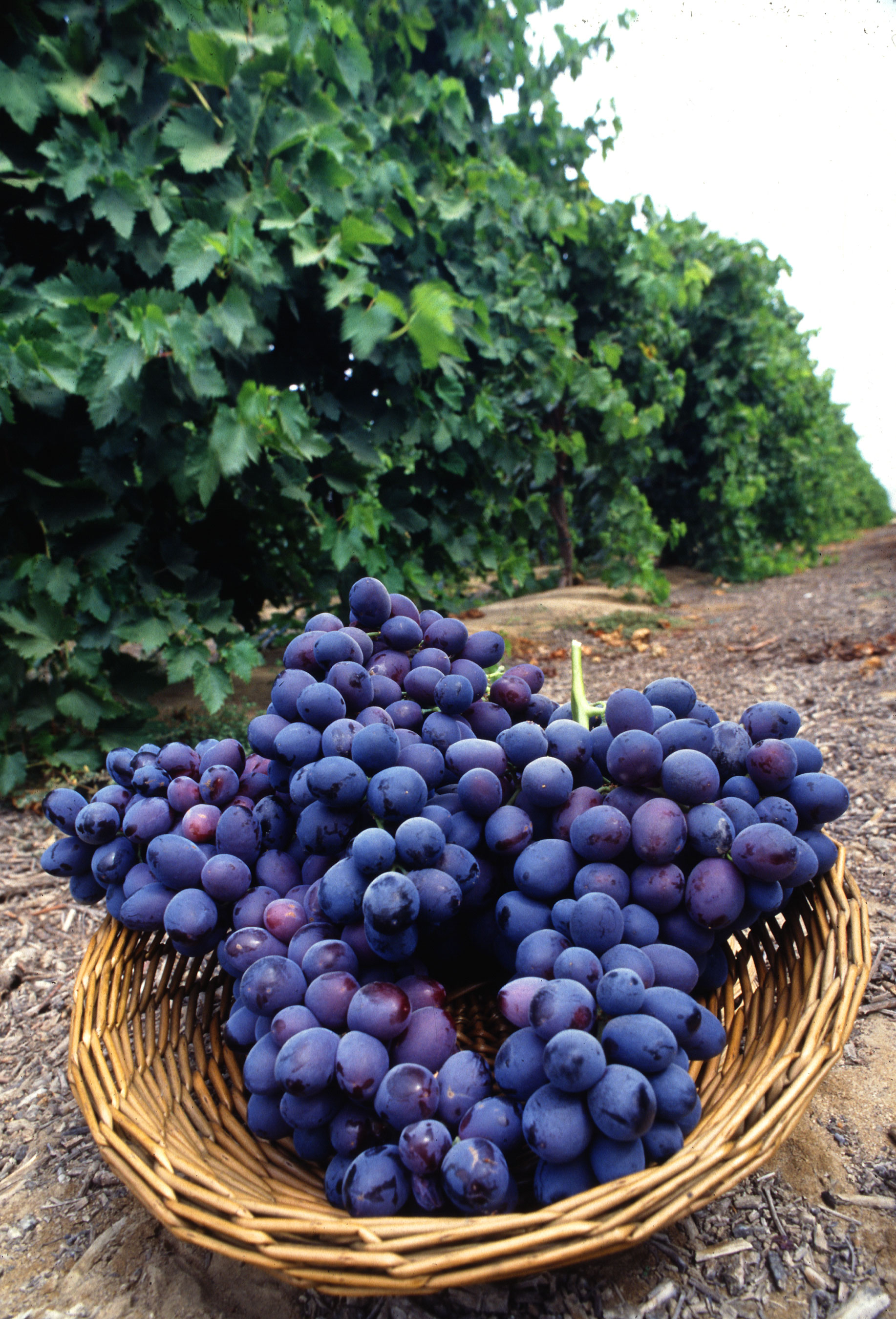
Uvas en un cesto en el momento de su envero.

Envero es un término empleado en viticultura para indicar una de las fases del ciclo de maduración de la uva. En el envero se produce un cambio en el color de las uvas, de forma que las variedades tintas se colorean con las antocianinas o pigmentos rojos y azulados, mientras que las variedades blancas se vuelven rubias o amarillas. A partir de ese momento, el pigmento de la uva ya no es verde, como ocurría cuando las bayas estaban inmaduras y debían su color exclusivamente a la clorofila. El envero representa una transición entre el crecimiento de la uva y su maduración. El proceso tiene lugar en el verano y puede considerarse el comienzo de una cuenta atrás que permite calcular aproximadamente, al cabo de unos 45-50 días, el instante de la vendimia. Ese plazo de maduración depende de las variedades y de los climas donde se cultive la planta. La ciencia de la Viticultura determina cuáles son los parámetros ideales de madurez en las uvas. Cuando se alcanzan esos valores —decisivos para la posterior elaboración de los vinos— puede efectuarse la vendimia.  
El término envero también se utiliza en relación con la olivicultura y se produce cuando la  aceituna comienza a perder el color verde y aparecen tonos violáceos  

## Proceso

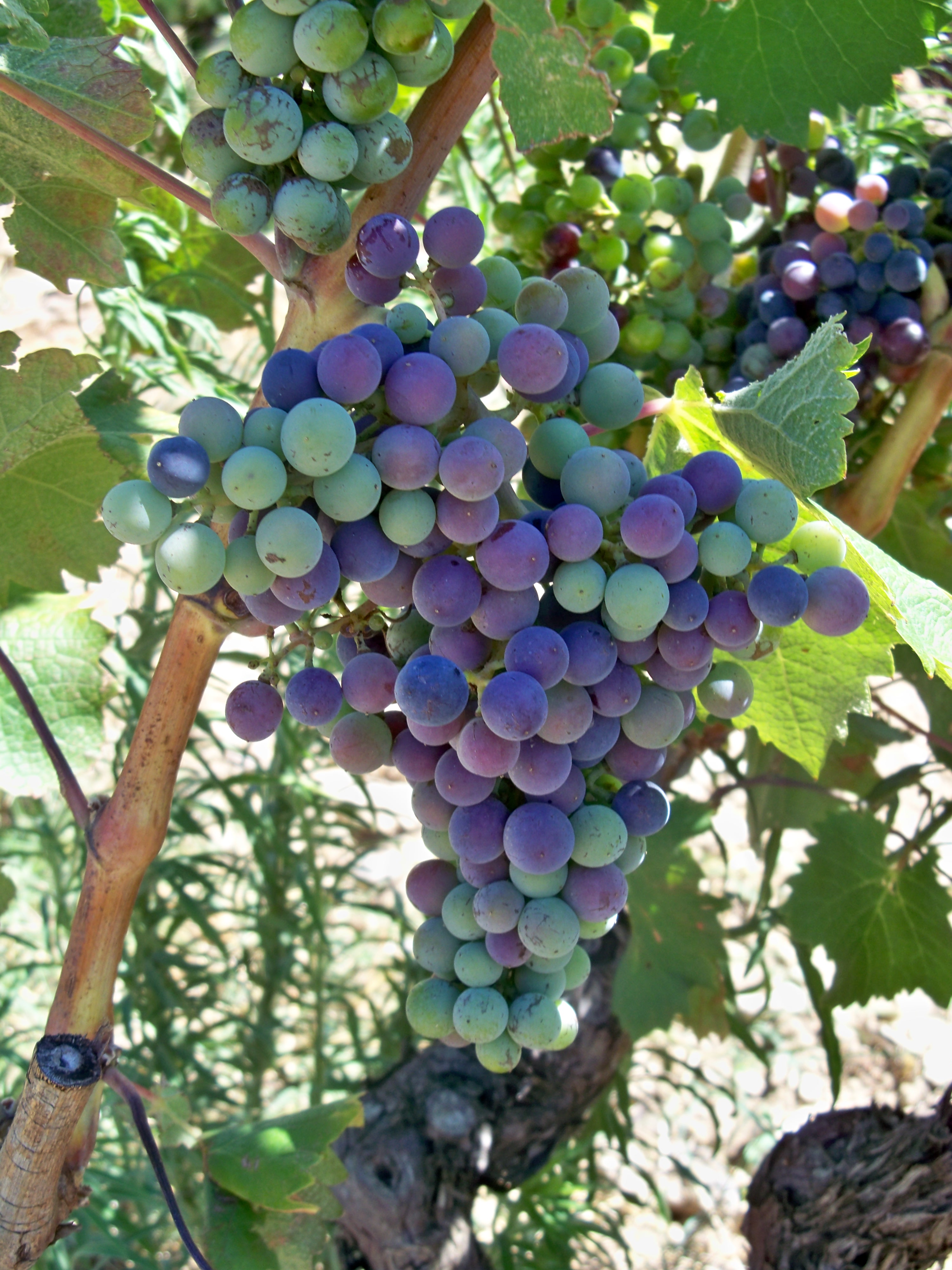
Véraison

Las uvas, a medida que van creciendo en la vid, van experimentando cambios morfológicos y fisiológicos que les permiten acumular una serie de sustancias: azúcares (principalmente hexosas como la glucosa), ácidos (ácido tartárico, ácido málico, cítrico) aromas primarios (terpenos) y compuestos fenólicos (polifenoles) que son responsables del color, del gusto y de la estructura de los vinos (antocianinas, taninos, catequinas). Parámetros muy importante para decidir el instante ideal de la vendimia son la concentración de azúcares en las uvas, así como la disminución del ácido málico y del ácido tartárico, y el estado de maduración de la piel de las bayas (pigmentos, taninos). En la actualidad se vigila la concentración del ácido glucónico como parámetro más importante que determina la sanidad de la uva en el momento de maduración.
En otros tiempos los viticultores probaban las uvas a partir del instante del envero y,valorando su sabor dulce y el descenso progresivo de la acidez, determinaban el comienzo de la vendimia. Más tarde se utilizaron aparatos de medida que permiten calcular el contenido de acidez (acidímetros) y de azúcar en las uvas (refractómetros). Con un refractómetro portátil bastan pequeñas cantidades de mosto para determinar la concentración de azúcar en grados Brix.